# کالج اسپرینگفیلد

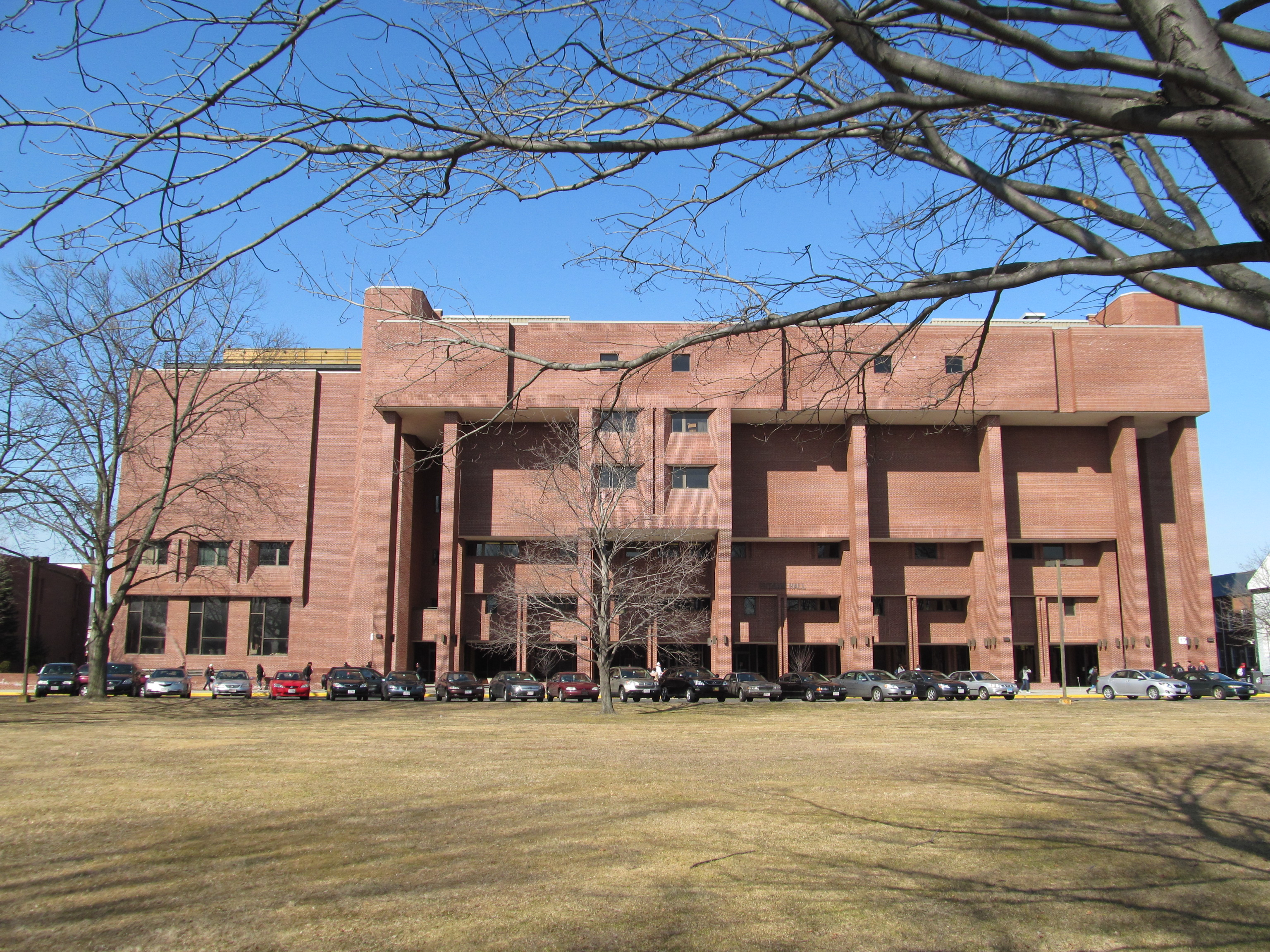

کالج اسپرینگفیلد یک کالج خصوصی در اسپرینگفیلد، ماساچوست است. این دانشگاه در مقطع کارشناسی و کارشناسی ارشد دانشجو می‌پذیرد. این مؤسسه به عنوان زادگاه بسکتبال شناخته می‌شود زیرا این ورزش در سال ۱۸۹۱ توسط مربی کانادایی-آمریکایی جیمز نیسمیت در آنجا اختراع شد.

## تاریخچه
در سال ۱۹۰۵، مدرسه به یک مؤسسه اعطای مدرک تبدیل شد. در سال ۱۹۱۲ به نام کالج بین‌المللی YMCA و در سال ۱۹۵۴ به نام کالج اسپرینگفیلد نامگذاری شد. از سال ۱۹۹۹، بایگانی کالج شامل مطالب بایگانی از انجمن بهداشت و مربیان بدنی، شعب مختلف آن، و مقالات آنها است.

### روسا
کالج اسپرینگفیلد ۱۳ رئیس داشته‌است:
| سال‌ها     | نام                  |
| --------- | -------------------- |
| ۱۸۸۵–۱۸۹۱ | دیوید آلن رید        |
| ۱۸۹۱–۱۸۹۳ | هنری اس لی           |
| ۱۸۹۳–۱۸۹۶ | چارلز اس باروز       |
| ۱۸۹۶–۱۹۳۶ | لارنس ال. داگت       |
| ۱۹۳۷–۱۹۴۶ | ارنست ام. بست        |
| ۱۹۴۶–۱۹۵۲ | پل ام. لیمبرت        |
| ۱۹۵۳–۱۹۵۷ | دونالد سی استون      |
| ۱۹۵۸–۱۹۶۵ | گلن ا. اولدز         |
| ۱۹۶۵–۱۹۸۵ | ویلبرت ای. لاکلین    |
| ۱۹۸۵–۱۹۹۲ | فرانک اس. فالکون     |
| ۱۹۹۲–۱۹۹۸ | راندولف دبلیو برومری |
| ۱۹۹۹–۲۰۱۳ | ریچارد بی فلین       |
| ۲۰۱۳ –    | مری بت ا. کوپر       |